# Lisalla Montenegro
Lisalla Hayana Gomes Montenegro , conhecida pelo nome artístico de Lisalla Montenegro (Goiânia - 5 de setembro de 1988) é uma modelo brasileira nascida e criada em Goiás.

## Carreira
Quando tinha 15 anos, ela competiu em um concurso de beleza, o Miss Goiás, em Goiás, estado brasileiro onde ela nasceu. Ela foi descoberta por um caçador de talentos e convidada para vir para Nova York.
Em 2010, assinou com a marca de maquiagem Maybelline New York. Ela modelou linhas de lingerie para Wolford e Bloomingdales . Ela foi escolhida como modelo da Victoria's Secret Pink . Ela já desfilou e foi fotografada para campanhas publicitárias de marcas como Hermès, Mario Sorrenti, Kenneth Willardt, Miles Aldridge, Michael Kors, Nina Ricci e Armani .

## Vida pessoal
Cresceu em Goiânia, Brasil. Conheceu o arremessador do Los Angeles Angels, CJ Wilson, e começou a namorar em janeiro de 2012. Eles se casaram em dezembro de 2013. Seu vestido de noiva foi desenhado por Inbal Dror . O casal comprou uma casa de cinco quartos no bairro de Spyglass Hill, em Corona del Mar. Eles têm duas filhas juntos. Eles tiveram um filho em 2021,  é abstêmio.

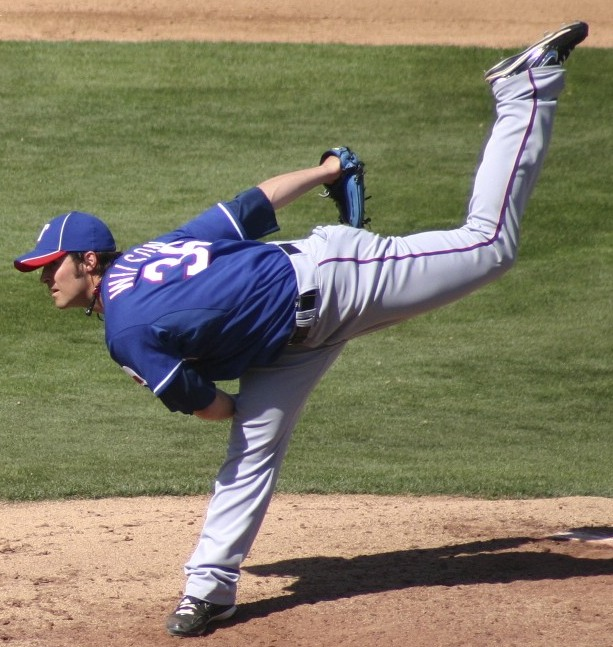
CJ Wilson